# RID
RID (z fr. Règlement concernant le transport international ferroviaire des marchandises dangereuses – regulamin dla międzynarodowego przewozu kolejami towarów niebezpiecznych).
Załącznik 2 Przepisy o przewozie towarów niebezpiecznych do umowy o Międzynarodowej Kolejowej Komunikacji Towarowej (SMGS) ważne od 1 lipca 2006 r.
Uczestniczący w przewozie towarów niebezpiecznych powinni przedsięwziąć odpowiednie środki bezpieczeństwa, stosownie do charakteru i zakresu dających się przewidzieć zagrożeń, w celu zapobieżenia szkodom i urazom, oraz, jeżeli to konieczne, w celu zminimalizowania ich skutków. Powinni jednak przestrzegać w każdym przypadku obowiązujących przepisów RID.
COTIF – Międzyrządowa Organizacja Międzynarodowych Przewozów Kolejami (OTIF, Gryphenhübeliweg 30, CH-3006 Bern, Switzerland);
Towary niebezpieczne: materiały i przedmioty, których przewóz jest zabroniony na podstawie RID, albo jest dopuszczony wyłącznie na warunkach tam podanych.
ADR – Umowa europejska o międzynarodowym przewozie drogowym towarów niebezpiecznych włącznie
z umowami specjalnymi, podpisana przez wszystkie państwa biorące udział w przewozie.

## Reakcje niebezpieczne
- spalanie i/lub wydzielanie znacznych ilości ciepła;
- wydzielanie gazów zapalnych, duszących, utleniających i/lub trujących;
- tworzenie materiałów żrących;
- tworzenie materiałów niestabilnych;
- niebezpieczny wzrost ciśnienia (tylko w odniesieniu do cystern).

## Oznaczenia RID
Przewóz kolejowy substancji stanowiących zagrożenie dla ludzi lub środowiska regulowany jest przepisami RID (przepisy ADR obowiązują w transporcie drogowym). Jednym z postanowień tych przepisów jest właściwe oznakowanie jednostek transportowych, przewożących materiały niebezpieczne (wagonów, kontenerów, samochodów ciężarowych). Każda jednostka transportowa załadowana materiałami niebezpiecznymi powinna być oznakowana tablicami barwy pomarańczowej z naniesionymi numerami rozpoznawczymi zagrożenia (górne pole) oraz numerem określającym substancję, kod UN (dolne pole). Tablice są nanoszone na obu ścianach bocznych cysterny lub kontenerów (np. 33 UN 1203).
W górnej części tablicy znajduje się dwu- lub trzycyfrowy numer rozpoznawczy informujący jakie zagrożenie stanowi przewożony ładunek. Poszczególne cyfry oznaczają:
- 2 emisja gazu
- 3 substancja ciekła łatwopalna lub ulegająca samoczynnemu nagrzewaniu
- 4 substancja stała łatwopalna
- 5 właściwości utleniające
- 6 działanie trujące lub zakaźne
- 7 działanie promieniotwórcze
- 8 działanie żrące
- 9 zagrożenie samorzutną i gwałtowną reakcją

Jeśli transportowany ładunek charakteryzuje się tylko jednym z możliwych zagrożeń wówczas po określającej cyfrze następuje zero. Jeśli natomiast dane zagrożenie jest szczególnie nasilone to odpowiednią cyfrę podwaja się (np. 33 oznacza substancję ciekłą bardzo silnie łatwopalną). Dodatkowo jeśli numer zagrożenia poprzedzony jest literą „X” oznacza to, że w przypadku pożaru do gaszenia nie można używać wody.
Numer w dolnej części tablicy to kod UN przewożonej substancji. Nie niesie on informacji o zagrożeniu, lecz określa rodzaj przewożonego ładunku.
- 1202 oleje paliwowe (np. olej opałowy, olej napędowy do silników Diesla)
- 1203 benzyna
- 1223 nafta
- 1230 metanol
- 1266 łatwopalne wyroby perfumeryjne
- 1268 destylaty ropy naftowej
- 1789 kwas chlorowodorowy (solny), roztwór wodny
- 1805 kwas fosforowy
- 1830 kwas siarkowy o stężeniu ponad 51%
- 2031 kwas azotowy o stężeniu poniżej 55%